# Los Loros (Chile)
Los Loros es una localidad chilena de la comuna de Tierra Amarilla, región de Atacama. Tiene alrededor 1800 habitantes y se ubica en el interior del valle de Copiapó, 62 kilómetros distante de Copiapó, capital de la región de Atacama, por la ruta C-35.

## Toponimia

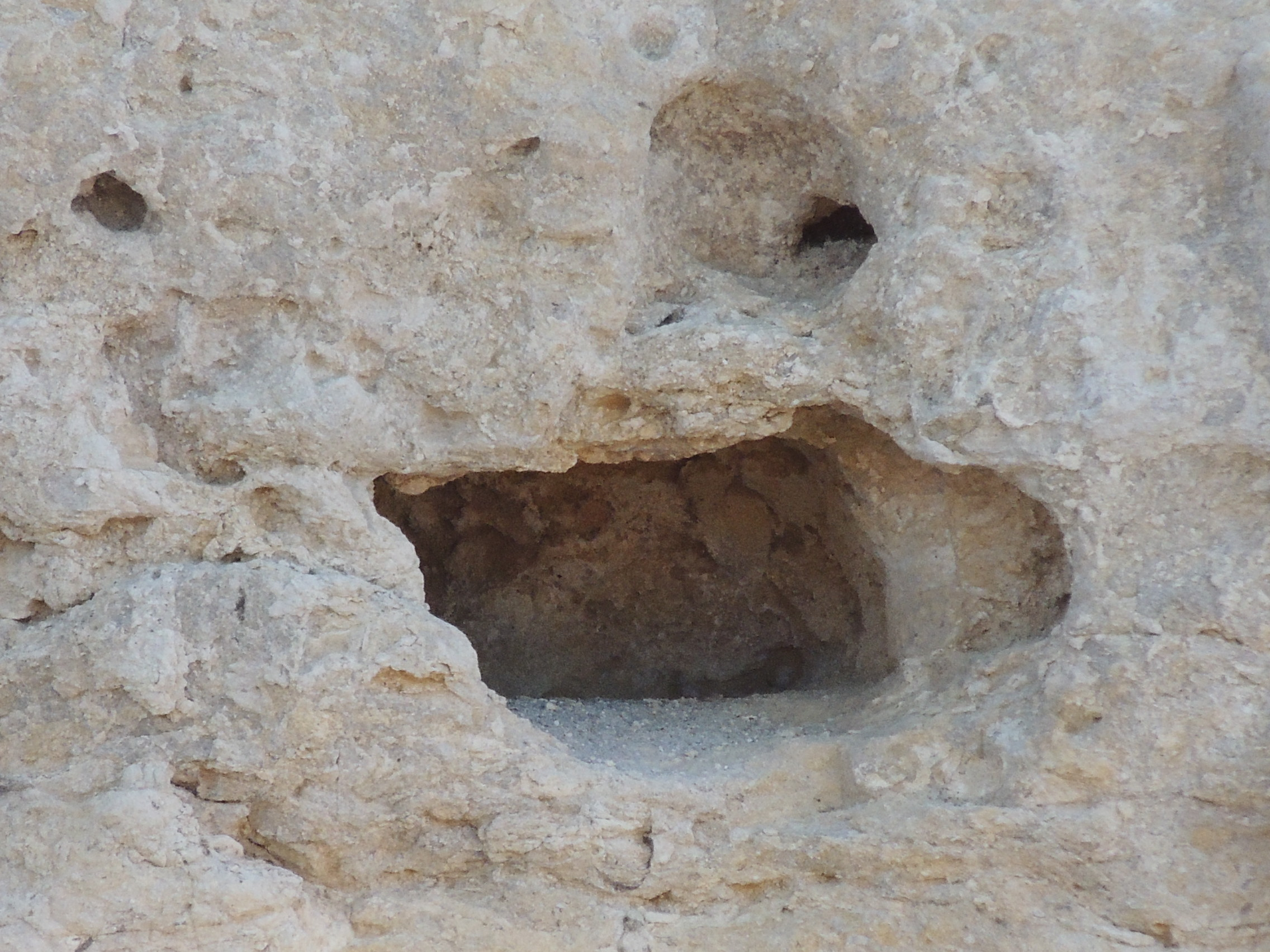
Nido de un loro barranquero, en un barranco.

El nombre se debe a que antiguamente vivían en las serranías del lugar, bandadas de loros barrangueros, que fueron exterminados por los agricultores.

## Historia

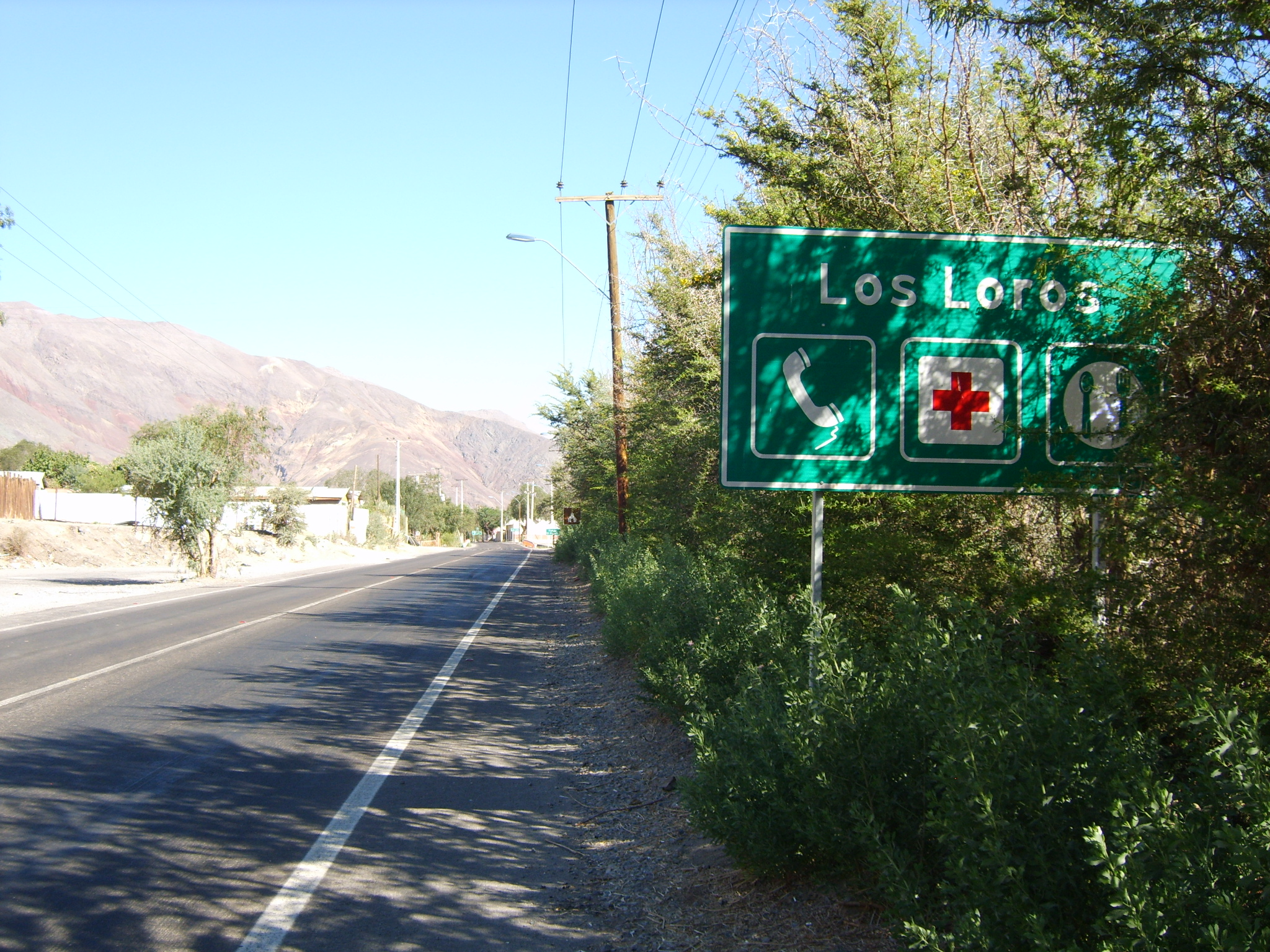
Acceso a Los Loros.

Loros como se llamaba en 1895, tenía 534 habitantes. Los Loros en el comienzo era centro de los sectores Mineras Lomas Bayas y Cerro Blanco. Pero con el aumento de la producción en ambas minas los caminos a Los Loros se quedaron en desuso. Cerro Blanco fue conectada por Yerbas Buenas / Carrizal Bajo y Lomas Bayas por la Quebrada Carrizalillo. Hasta hoy día los pronunciados flancos del valle de Copiapó marcan un obstáculo morfológico.
El sector Los Loros se quedó con la agricultura y algunos pequeñas plantas mineras. Muchas publicaciones históricas destacan la alta fertilidad del sector. También se mencionan que el ferrocarril tenía un uso sumamente agrícola.
Hay que destacar también el rol histórico del valle de Copiapó como un camino principal desde y hacía Argentina, se habla de un tráfico de considerable magnitud y pueblos como Los Loros eran centros para descansar o pernoctar.
Durante siglos los habitantes de Copiapó se alimentaron casi exclusivo de frutas y verduras de este sector.
La construcción del ferrocarril a Los Loros y San Antonio en 1855 dio un gran empuje a la industria minera y agrícola del sector. El trayecto a San Antonio lamentablemente pocos años después de su inauguración fue levantado, el trayecto hasta Los Loros se quedó en función hasta los años setenta. Hoy solamente se ve pocos rastros del antiguo Ferrocarril.
En 1859 Los Loros forma parte de la historia chilena: Las tropas del gobierno derriban el movimiento de Pedro León Gallo Goyenechea en Los Loros. Pero en 1863 Pedro León Gallo puede regresar a la Región Atacama.

## Demografía
El desarrollo demográfico de Los Loros (o Loros) muestra la misma pauta de muchas aldeas en la Región de Atacama: Un fuerte desarrollo hasta 1895, una disminución de habitantes con su máximo en 1952, después, hasta la actualidad una fuerte recuperación en números de personas. En el caso de Los Loros, en 1952 la cifra mínima de habitantes llegó a solo 261 habitantes.
| Censo | Habitantes |
| ----- | ---------- |
| 1992  | 1.075      |
| 1952  | 261        |
| 1930  | 438        |
| 1920  | 437        |
| 1895  | 534        |
| 1875  | 550        |

## Clima
El clima de la zona es templado y el aire seco.con poca variedad en árboles no existe flora y fauna en este sector

## Turismo

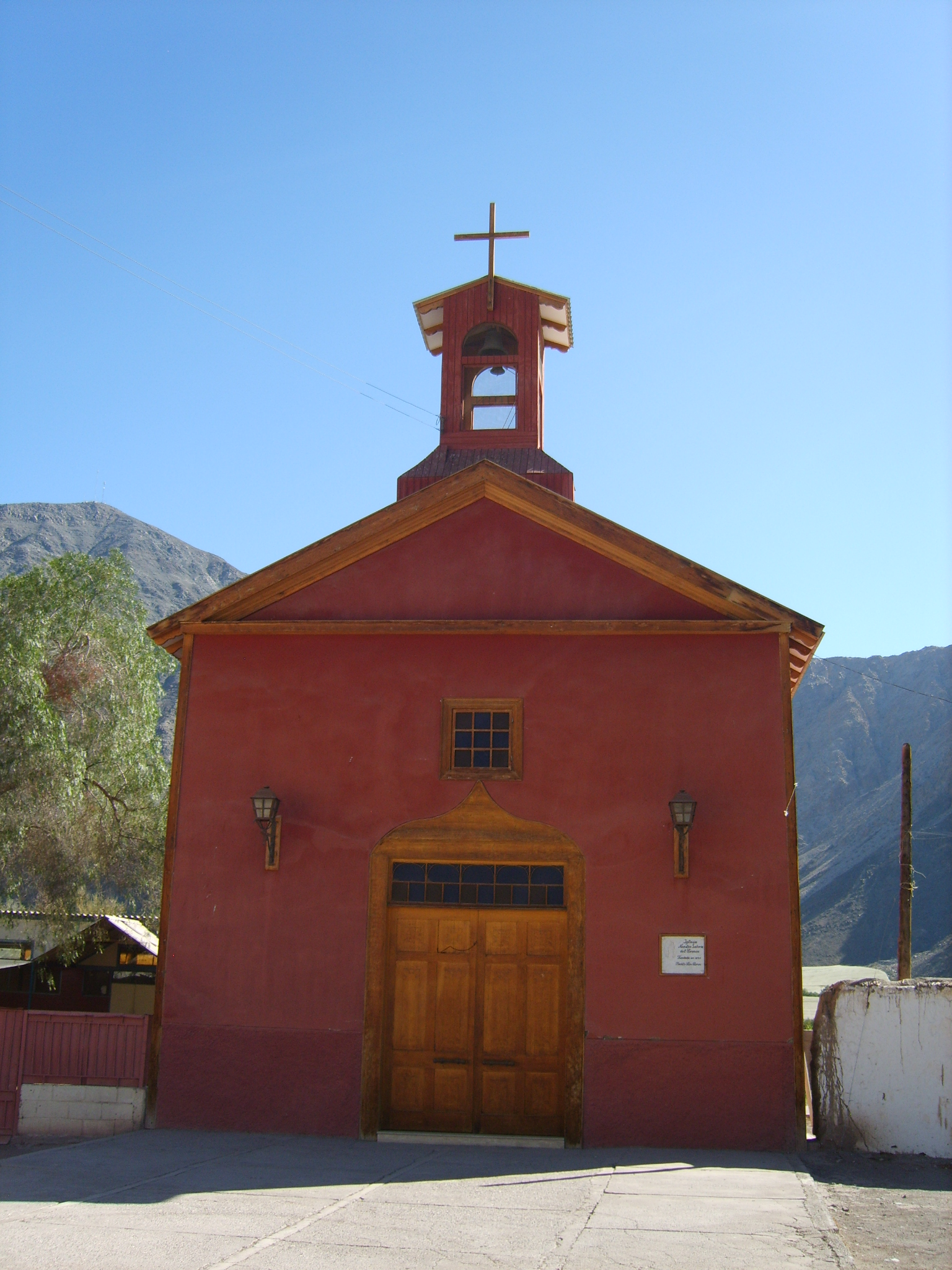
Iglesia Nuestra Señora del Carmen de Los Loros.

En el centro de la localidad se encuentran casas de construcción típica que pertenecieron a los trabajadores del exferrocarril.
Destaca su iglesia en la cual se desarrolla una fiesta en honor a la Virgen del Carmen, el 16 de julio de cada año.

## Economía
Es centro de actividades agrícolas relacionadas con la producción y exportación de uvas. Antiguamente se producían naranjas, sandías y hortalizas, debido a las condiciones climáticas. Aquí se preparaba antiguamente la exquisita "Chicha de Los Loros".